# La stagione della strega
La stagione della strega è un film horror del 1972, diretto da George A. Romero. Questo è il suo terzo film, venne filmato nel 1971, e distribuito due anni più tardi. La pellicola parla di una casalinga di Pittsburgh che rimane affascinata dalla stregoneria.
Descritto da Romero come un film femminista La stagione della strega venne originariamente realizzato col titolo Jack's Wife, con una piccola crew e con un budget molto ridotto. I distributori del film tagliarono ampie parti del film e cambiarono il titolo in Hungry Wives tentando di promuovere il film come un prodotto di pornografia soft. Dopo che il film si rivelò un flop e venne ignorato dal pubblico uscì nuovamente anni dopo con il titolo di Season of the Witch con cui rimane più noto attualmente.
In Italia il film rimase inedito fino agli anni '90, con l'uscita in VHS.

## Trama
Il film narra della vita di Joan Mitchell (Jan White), la trentanovenne moglie timida e sofisticata di un uomo d'affari di successo, Jack Mitchell (Bill Thunhurst). La coppia vive allegramente in una grande casa di periferia di Pittsburgh con la loro figlia diciannovenne Nikki (Joedda McClain). Ma, a insaputa delle sue amiche, Joan è infelice ed annoiata a causa del suo stile di vita da casalinga: pulire la casa, pulire l'auto, lavare i vestiti di suo marito e fare la spesa non sono quello che si aspettava. Jack è così ossessionato con il suo lavoro che spesso ignora Joan e la lascia ogni settimana da sola per lunghi viaggi d'affari. 
Spesso Joan ha un sogno che la vede intrappolata in casa a causa del marito, che la tratta come un cane.
Durante una festa, Joan e le sue amiche apprendono che una donna trasferitasi da poco nel loro quartiere, chiamata Marion Hamilton (Virginia Greenwald) pratica stregoneria: il gruppo è stupefatto dall'avere una "strega" tra di loro. Spronate dalla curiosità, Joan ed una delle sue amiche, Shirley (Anne Muffley), vanno a casa di Marion per conoscere e riscontrare le sue abilità. Marion è anche il capo di un gruppo segreto di donne, una setta di streghe nel quale Marion parla di Joan.
Joan e Shirley tornano a casa di Joan dove incontrano Gregg (Raymond Laine), il giovane professore di Nikki: i due stanno parlando della vita, bevono e fumano erba. Gregg mostra chiaramente un'attrazione per Joan, che non cede ai tentativi. La stessa sera Gregg fa credere a Shirley di farle fumare dell'erba, mentre in realtà era solo tabacco, questo causa alla donna una crisi isterica e Joan caccia di casa Gregg infuriata.
Quella notte Joan sente Nikki e Gregg che hanno un rapporto sessuale, la ragazza viene poi a sapere che sua madre l'ha scoperta e quindi si arrabbia.
Nei giorni a seguire, Nikki scappa di casa e Joan viene picchiata da suo marito per non aver impedito alla figlia di copulare e per aver lasciato che fuggisse. In seguito Jack continua a fare sempre più viaggi di lavoro, lasciando Joan più sola e infelice che mai. Joan compra una copia del libro Come divenire una strega, un inizio, e presto s'impratichisce nell'arte. In seguito, fa un incantesimo per farle piacere Gregg, e presto i due diventano amanti. Ma presto Joan inizia ad avere incubi ricorrenti che diventano sempre più strani e terrificanti, che la vedono attaccata da un intruso mascherato da Satana.
Credendo di essere divenuta una strega, Joan inizia ad immedesimarsi sempre di più nel suo nuovo stile di vita, sino a quando la linea tra fantasia e realtà si spezza e porta ad una tragedia. Nikki telefona da Buffalo per dire che non tornerà a casa. Gregg non vuole più stare con Joan per il suo carattere presuntuoso. E dopo un altro terribile incubo con l'intruso mascherato, Joan spara per sbaglio a suo marito, che ritornava da un altro viaggio d'affari. Così, questi muore.
Inoltre, allo spettatore non viene spiegato in modo esplicito se Joan abbia ucciso suo marito solo per averlo scambiato per un ladro, oppure per vendicarsi di averla schiaffeggiata e per averla ignorata e maltrattata tutti quegli anni.
Con l'ultimo collegamento al suo passato ormai tolto, Joan si associa alla setta di streghe di Marion e diventa una di loro a tutti gli effetti. Mostrata la morte di suo marito come un incidente, Joan affronta la vita in modo più positivo e con maggior sicurezza in sé stessa, tornando ai suoi party con le sue amiche, dove non ha nessun problema ad ammettere con tranquillità di essere una strega. Ma il finale del film è molto più pessimista, quando Joan si accorge di essere rimasta nuovamente sola come prima, quando le persone che la circondano non la chiamano con il suo nome, ma o 'miss Mitchell'o semplicemente 'la moglie di Jack'.

## Produzione
Il titolo di lavorazione originale era Jack's Wife. Romero sviluppò l'idea del film dopo aver letto molto materiale sulla stregoneria per un altro progetto. Mentre lavorava ancora presso la televisione pubblica di Pittsburgh Romero venne in contatto con il movimento femminista e le loro battaglie, questo incontro influenzò la stesura della sceneggiatura del film.
Il film venne girato con una piccolissima troupe nel 1972 su pellicola 16 mm a Pittsburgh. Il film ebbe sin da subito una lavorazione molto travagliata: l'accordato budget iniziale di 250.000 dollari venne ridotto a 100.000 e Romero ricevette pressioni da parte del distributore per realizzare delle scene di sesso pornografiche tra i personaggi di Joan e Gregg ma rifiutò di realizzarle.

## Distribuzione
Romero ebbe difficoltà a trovare un distributore per il film. Nel 1973 Romero affermò che i distributori trovarono il film "troppo verboso" per essere distribuito, ma riuscì infine a trovare una distribuzione grazie a Jack H. Harris che gli modificò il titolo in Hungry Wives! (lett. Mogli affamate) prima della sua uscita il 14 febbraio di quello stesso anno. Vennero effettuati numerosi tagli al film contrari alla volontà di Romero che ridussero la durata stabilita da 130 minuti a 89. Il film venne pubblicizzato come un'opera di pornografia softcore e non ebbe successo di pubblico. Dopo il grande successo di Romero con Zombi (Dawn of the Dead) nel 1978 il film venne distribuito di nuovo con il titolo attuale di Season of the Witch.

## Home video
Sia il negativo originale delle riprese che la director's cut di Romero sono attualmente da considerarsi perdute. Alcune parti della versione di Romero vennero successivamente recuperate e rieditate in una versione per l'home video della durata complessiva di 104 minuti. Il DVD della Anchor Bay, uscito nel 2005 col titolo di Season of the Witch, include la versione restaurata di 104 minuti tra cui numerosi contenuti speciali, altri lavori di Romero, raro materiale promozionale dell'epoca e un altro film dei primi film di Romero poco noto: There's Always Vanilla.
Nel 2017 il film uscì in una nuova versione restaurata dalla Arrow Films in Blu-ray all'interno di un cofanetto intitolato Between Night and Dawn, che contiene anche i film There's Always Vanilla e La città verrà distrutta all'alba (The Crazies).

## Curiosità
- Il titolo attuale deriva da una canzone omonima del 1966 di Donovan contenuta nell'album Sunshine Superman.

- Jan White rivelò in un'intervista che Romero per questo film girò più di quattro ore di materiale complessivo. Quando Romero editò quella che sarebbe divenuta la versione definitiva dovette accorciarlo di oltre la metà riducendolo ad una versione di 130 minuti considerata ad oggi perduta a sua volta ridotta successivamente dal distributore. La versione più completa attualmente (104 minuti) è costituita dall'edizione base americana che dura 89 minuti con l'aggiunta di parte del materiale che è stato possibile recuperare.

- Nel commento audio per il DVD di La città verrà distrutta all'alba (1973) registrato nel 2002 Romero rivelò che questo è l'unico dei suoi film per cui avrebbe voluto lavorare ad un remake citando tra i motivi della sua insoddisfazione col prodotto finale la mancanza di mezzi e la grande povertà del budget.

- La stagione della strega era il titolo originale di Mean Streets di Martin Scorsese, in cui il protagonista, riferendosi alla loro rissa al bar dice "E non lo chiamerei Tony's Place o Charlie's Place... lo chiamerei una cosa tipo La stagione della strega (Season of the Witch)... capito?"
- Il film fu d'ispirazione per il successivo Halloween III: il signore della notte, del 1982, diretto da Tommy Lee Wallace, il cui sottotitolo originale è, appunto, Season of the Witch.

- Negli Stati Uniti venne malamente distribuito nei cinema grindhouse con titoli diversi: Hungry Wives, Jack's Wife, Witches e Season of the Witch.

- Parte di un dialogo del film è stato campionato dal gruppo musicale scozzese di musica elettronica Boards of Canada nella canzone Julie and Candy, presente sull'album Geogaddi.